# 애니 (2014년 영화)
《애니》(영어: Annie)는 2014년 공개된 미국의 뮤지컬 코미디 드라마 영화이다. 1977년 초연된 동명의 뮤지컬 및 이를 바탕으로 제작된 영화를 원작으로 한다.

## 줄거리
고아인 열 살 애니는 뉴욕 맨해튼 할렘의 타산적인 위탁모 콜린 해니건 밑에서 궂은 집안일을 하며 힘든 나날을 보내면서도 긍정하는 마음을 잃지 않는다. 어느 날 차에 치일 뻔한 애니를 우연히 차기 시장 후보인 완고한 휴대 전화 업계 거물 윌 스택스가 구하고, 이 사실이 인터넷에서 화제가 되면서 윌의 인기가 치솟는다. 이를 선거에 활용하려는 선거 사무장 가이 댄릴리의 권유로 윌이 애니를 집에 들이면서 애니와 윌 두 사람의 삶이 완전히 뒤바뀌게 된다.

## 출연진
- 제이미 폭스 - 윌리엄 "윌" 스택스 씨 역
- 쿼벤저네이 월리스 - 애니 베넷스택스 역
- 로즈 번 - 그레이스 패럴 역
- 캐머런 디애즈 - 콜린 해니건 양 역
- 보비 캐너발리 - 가이 댄릴리 역
- 아데왈레 아키누오예아그바제 - 내시 역
- 데이비드 제이어스 - 루 역
- 스테퍼니 커트주바 - 코버세비치 부인 역
- 이던 덩컨스미스 - 이저벨라 설리번 역
- 조이 마거릿 콜레티 - 테시 마커스 역
- 니컬렛 피어리니 - 미아 퍼트넘 역
- 도리언 미식, 트레이시 톰스 - 가짜 부모 역
- 밀라 쿠니스 - 영화 속 영화 "문퀘이크 레이크" 여자 주연 앤드리아 앨빈 역
- 애슈턴 쿠처 - 문퀘이크 레이크 남자 주연 사이먼 굿스피드 역
- 리애나 - 문퀘이크 레이크 여자 조연 달의 여신 역
- 퍼트리샤 클라크슨 - 포커스 그룹 여성 역
- 시아 - 유기 동물 관리 센터 자원 봉사자 역
- 보비 모이니핸 - 바의 남성 역
- 마이클 J. 폭스 - 본인 역

## 기타 제작진
- 세트: 데이비드 슐레진저
- 의상: 러네이 얼릭 캘퍼스